# Viteză unghiulară
Viteza unghiulară este în fizică, o mărime vectorială axială, având modulul egal cu limita raportului dintre unghiul orientat {\displaystyle \scriptstyle \Delta \theta }, descris de raza vectoare, și intervalul de timp corespunzător {\displaystyle \scriptstyle \Delta t}, când acest timp tinde la zero. Direcția vectorului viteză unghiulară coincide cu axa de rotație, iar sensul lui este dat de regula burghiului. Unitatea de măsură în SI este radianul pe secundă (rad/s). Relația de definiție pentru vectorul vitezei unghiulare este dată de expresia:  
| {\displaystyle {\vec {\omega }}=\lim _{\Delta t\rightarrow 0}{\frac {\vec {\Delta \theta }}{\Delta t}}={\frac {d{\vec {\theta }}}{dt}}} |

Reprezentarea tridimensională a unei mișcări circulare

Viteza unghiulară scalară se definește ca unghiul la centru măsurat de raza vectoare în unitatea de timp.
Pentru mișcarea circulară uniformă, viteza unghiulară este constantă și se exprimă prin relația:

## Formulă dimensională și unități de măsură
Conform analizei dimensionale, formula dimensională pentru viteza unghiulară se scrie sub forma:
Adică dimensiunea fizică a vitezei unghiulare este timpul la puterea minus unu.
În Sistemul Internațional de Măsuri
unghiul la centru se măsoară în radian iar timpul în secundă, rezultă că unitatea de măsură pentru viteza unghiulară este:
În SI, viteza unghiulară se măsoară deci în radian pe secundă, cu alte cuvinte în unu pe secundă (secundă la puterea minus unu), deoarece radianul este o mărime adimensionlă. Mișcarea punctului material pe o traiectorie circulară are loc cu viteza unghiulară de o secundă la minus unu, atunci când punctul material parcurge complet circumferința cercului într-un interval de timp egal cu o secundă, sau altfel spus: când raza vectoare mătură unghiul la centru de {\displaystyle 2\pi \cdot rad} într-o secundă.

## Viteza unghiulară medie reală
În fizică viteza unghiulară medie reală este viteza unghiulară a unei mișcări circulare uniforme care descrie același unghi la centru corespunzător unei perioade ca și mișcarea reală neuniformă. Pentru orbite necirculare la care viteza unghiulară instantanee este variabilă este convenabil a se considera o mișcare medie pe orbita necirculară care ar corespunde unei viteze  unghiulare constante.   Dacă {\displaystyle \scriptstyle \omega } este viteza unghiulară reală și {\displaystyle \scriptstyle T} este perioada, atunci viteza unghiulară medie reală se calculează cu ajutorul formulei:
| {\displaystyle \omega _{medr}={\frac {\int _{0}^{T}\omega (t)dt}{T}}} |

## Componente
{\displaystyle \omega ={\frac {d\phi }{dt}}}
Relația cu viteza tangențială e:
{\displaystyle \mathrm {v} _{\perp }=r\,{\frac {d\phi }{dt}}}
Formulă explicită pentru  v⊥ funcție de v si  θ e:
{\displaystyle \mathrm {v} _{\perp }=|\mathrm {\mathbf {v} } |\,\sin(\theta ).}
Din formulele de mai sus ω rezultă:
{\displaystyle \omega ={\frac {|\mathrm {\mathbf {v} } |\sin(\theta )}{|\mathrm {\mathbf {r} } |}}.}

## Frecvența unghiulară
Este o generalizare a vitezei unghiulare pentru fenomene periodice.